# Tón
Tón je v akustice a v hudbě zvuk s periodickým nebo alespoň přibližně periodickým průběhem kmitů, který vzniká pravidelným chvěním (struny, vzduchového sloupce, ozvučné desky, hlasivek, membrány, apod.). Vlastnostmi tónu v hudbě jsou výška, délka, síla a barva.
Druhým významem slova tón v hudbě je hudební interval velké sekundy (např. c–d); pro odlišení od prvního významu se obvykle používá spojení celý tón. Tento „celý tón“ se dělí na dva půltóny (c–cis, cis–d).
Grafická značka pro tón je nota, zapisovaná do notové osnovy.

## Vlastnosti
Základními vlastnostmi tónu jsou:
- výška – je dána především frekvencí základního tónu,
- délka – jak dlouho tón zní; v hudbě není důležitá absolutní doba trvání tónu, ale její poměr vůči ostatním tónům, který určuje rytmus,
- síla – je dána amplitudou,
- barva – závisí na spektrálním složení zvuku, či poměru amplitud alikvotních tónů, což ovlivňuje tvar kmitů. Spolu s časovou obálkou závisí na hudebním nástroji, který tón vydává, a způsobu hry.

### Frekvence tónů
Jednotlivé různé tóny se liší frekvencí. Lidské ucho ale obvykle nevnímá rozdíl frekvencí, ale rozlišuje je na základě jejich podílu. Tón s dvojnásobnou frekvencí zní pro lidské ucho o jednu oktávu výše.
Každý tón by mohl být popsán svou frekvencí (vyjádřenou např. v hertzech), v praxi by ale bylo takové označení velmi nepohodlné. Frekvence se proto uvádí jen pro základní tón, kterým je tzv. komorní a, které má frekvenci 440 Hz. V hudbě se následně jednotlivé tóny označují písmeny.

## Základní tóny
V evropské hudbě existuje sedm základních tónů: c, d, e, f, g, a, h. Nejmenší běžně v evropské hudbě používanou vzdáleností mezi dvěma tóny je půltón. Mezi základními tóny nejsou vzdálenosti vždy stejně velké. Mezi některými tóny je vzdálenost dvou půltónů, mezi jinými vzdálenost pouhého jednoho půltónu.

## Šramoty, hluky
Kromě tónů existují i zvuky, které nemají pravidelný frekvenční průběh, označované jako hluky. Patří k nim např. většina zvuků bicích nástrojů. I ty mají v hudbě své využití, nicméně jsou oproti tónům v evropské hudbě zastoupeny výrazně méně. Jejich význam vzrostl s rozvojem experimentální hudby a industriálních a postindustriálních hudebních směrů, především noisové hudby, ale mají důležité místo i v soudobé hudbě vážné.